# Laurențiu Dumănoiu
Laurenţiu Dumănoiu (Râmnicu Vâlcea, 23 de junho de 1951 - 21 de outubro de 2014 ) foi um ex-jogador de voleibol da Romênia que competiu nos Jogos Olímpicos de 1972 e 1980.
Em 1972, ele participou de todos os sete jogos e o time romeno finalizou na quinta colocação na competição olímpica. Oito anos depois, ele fez parte da equipe romena que conquistou a medalha de bronze no torneio olímpico de 1980, no qual atuou em seis partidas.